# لاگو جونیور
لاگو جونیور (انگلیسی: Lago Junior؛ زادهٔ ۳۱ دسامبر ۱۹۹۰) بازیکن فوتبال اهل ساحل عاج است.
از باشگاه‌هایی که در آن بازی کرده است می‌توان به باشگاه فوتبال نومانسیا، باشگاه خیمناستیک تاراگونا، باشگاه فوتبال ایبار، باشگاه فوتبال میراندس، باشگاه ورزشی رئال مایورکا، و باشگاه فوتبال اوئسکا اشاره کرد.
وی همچنین در تیم ملی فوتبال ساحل عاج بازی کرده است.